# The Biggest Dreamer
〈The Biggest Dreamer〉 (더 빅게스트 드리머)는 일본의 가수, 와다 코지의 4번째 싱글이다. 발매원은 NEC 인터채널 (현 인터채널), 판매원은 킹레코드 (NECM-12005)이다.

## 요약
- 〈The Biggest Dreamer〉는 후지 TV계 애니메이션 《디지몬 테이머즈》의 오프닝 테마이다.
- 커플링 곡 〈바람〉은 와다 자신이 작사한 곡이다. 덧붙여서, 〈바람〉은 《디지몬 테이머즈》에 삽입곡으로 기용되어 엔딩 자막에는 "KAZE"로 표기되었다.
- 2001년 4월 25일, 1만장 한정으로 《디지몬 테이머즈》의 애니메이션 사양 재킷판이 판매되고, 일주일 후인 5월 2일에 통상반이 발매되었다.
- 2001년 7월 4일에는 극장 애니메이션 《디지몬 테이머즈 모험자들의 전쟁》 오프닝 테마가 사양 자켓반 (기간한정반 1)으로 수록되었고, 2002년 3월 6일에는 극장 애니메이션 《디지몬 테이머즈 폭주 디지몬 특급》 오프닝 테마가 사양 자켓반 (기간 한정반 2)으로 수록되었다.
- 기간한정반 수록곡이 변하였다. 기간한정반 1에서는 보너스 트랙으로 쿠루몬 (성우: 카네다 토모코)이 노래하는 〈♪ 포켓 쿠루몬의 노래〉가 추가 수록되었고, 기간한정반 2는 커플링 곡 〈바람〉이 수록곡에서 빠진 대신 신곡 〈미소〉와 〈Butter-Fly〉의 극장 사이즈 버전이 수록되었다.

## 수록곡

### 통상반
1. The Biggest Dreamer [3:50]
작사: 야마다 히로시, 작곡 · 편곡: 오타 미치히코
  - 후지 TV계 애니메이션 《디지몬 테이머즈》 오프닝 테마
2. 바람 [3:54]
작사: 와다 코지, 작곡: 오쿠보 카오루, 편곡: 와타나베 체루
  - 후지 TV계 애니메이션 《디지몬 테이머즈》 삽입곡
3. The Biggest Dreamer (Original karaoke)
4. 바람 (Original karaoke)

### 기간한정반 1
1. The Biggest Dreamer [3:50]
작사: 야마다 히로시, 작곡 · 편곡: 오타 미치히코
  - 도에이 배급 애니메이션 영화 《디지몬 테이머즈 모험자들의 전쟁》 오프닝 테마
2. 바람 [3:54]
작사: 와다 코지, 작곡: 오쿠보 카오루, 편곡: 와타나베 체루
3. The Biggest Dreamer (Original karaoke)
4. 바람 (Original karaoke)
5. ♪포켓 쿠루몬의 노래 [0:16]
쿠루몬 (카네다 토모코)
작사 · 작곡 · 편곡: 후쿠이 히로무

### 기간한정반 2
1. The Biggest Dreamer [3:50]
작사: 야마다 히로시, 작곡 · 편곡: 오타 미치히코
  - 도에이 배급 애니메이션 영화 《디지몬 테이머즈 폭주 디지몬 특급》 오프닝 테마
2. 미소 [5:13]
작사 · 작곡: 와다 코지, 편곡: 오타 미치히코
3. Butter-Fly -극장 사이즈- [1:06]
작사 · 작곡: 치와타 히데노리, 편곡: 와타나베 체루
  - 도에이 배급 애니메이션 영화 《디지몬 테이머즈》 오프닝 테마
4. The Biggest Dreamer (Original karaoke)

## 수록 앨범
- The Biggest Dreamer
all of my mind
디지몬 테이머즈 싱글 베스트 퍼레이드
The Best Selection~Welcome Back!
DIGIMON HISTORY 1999-2006 ALL THE BEST
DIGIMON MOVIE SONG COLLECTION
DIGIMON SONG BEST OF KOJI WADA
- 바람
all of my mind
디지몬 테이머즈 싱글 베스트 퍼레이드
The Best Selection~Welcome Back!
re-fly (re-fly ver.)
- 미소
all of my mind